# Portal (Dakota del Norte)
Portal es una ciudad ubicada en el condado de Burke en el estado estadounidense de Dakota del Norte. En el censo de 2010 tenía una población de 126 habitantes y una densidad poblacional de 86,1 personas por km².

## Geografía
Portal se encuentra ubicada en las coordenadas 48°59′45″N 102°32′51″O / 48.99583, -102.54750. Según la Oficina del Censo de los Estados Unidos, Portal tiene una superficie total de 1.46 km², de la cual 1.46 km² corresponden a tierra firme y (0%) 0 km² es agua.

## Demografía
Según el censo de 2010, había 126 personas residiendo en Portal. La densidad de población era de 86,1 hab./km². De los 126 habitantes, Portal estaba compuesto por el 96.03% blancos, el 0.79% eran afroamericanos, el 2.38% eran amerindios, el 0% eran asiáticos, el 0% eran isleños del Pacífico, el 0% eran de otras razas y el 0.79% pertenecían a dos o más razas. Del total de la población el 3.97% eran hispanos o latinos de cualquier raza.